# Günter Preuß (Biologe)
Günter Preuß (* 28. September 1924 in Stettin; † 17. Dezember 2011 in Annweiler) war ein deutscher Biologe, Pädagoge und Naturforscher, der unter anderem auf den Gebieten der Umweltbildung und Ökosystemforschung tätig war.

## Biographie
Als Sohn eines Kaufmanns besuchte Günter Preuß nach vier Jahren Grundschule die Bismarck-Oberschule in Stettin. Nach seinem Abschluss 1943 diente er bei Kriegsmarine beim Flottenverband Ostsee als Seekadett. 1944 besuchte er zunächst die Seefahrtsschule und Kriegsschule in Schleswig, wo er als Fähnrich zur See der Reserve anschließend an die Torpedoschule wechselte. Nach Abschluss als Torpedoleitoffizier leistete er erst seinen Fronteinsatz im Ärmelkanal und in der Nordsee und kehrte anschließend an die Seefahrtsschule Schleswig zurück, wo er sein Seeoffizierspatent und die Zulassung zum „Kapitän auf großer Fahrt auf deutschen Kraftfahrteischiffen“ erhielt. Im August 1945 wurde er als Oberfähnrich zur See der Reserve aus der Marine entlassen.
1945/46 nahm er ein Studium an der Christian-Albrechts-Universität in Kiel auf und belegte die Studienfächer Biologie (einschließlich Bakteriologie, Limnologie, Meereskunde, Geographie), Geologie und Chemie. Er schloss das Studium mit einer Promotion in Zoologie ab.
Seine ausgeprägte pädagogische Neigung veranlasste Preuß zu einem Zusatzstudium an der Pädagogischen Hochschule Kiel, das er mit der Zulassung für das Lehramt an Volksschulen in Schleswig-Holstein abschloss.
Nach seiner ersten Einstellung als Volksschullehrer 1953 avancierte Preuß 1956 zum Realschullehrer an der Friedrich-Junge-Schule in Kiel. 1959 wechselte er als Studienrat nach Kaiserslautern. 1961 wurde Preuß Dozent, 1964 Professor an der Pädagogischen Hochschule Kaiserslautern, an der er Biologie, Didaktik der Biologie und Schulhygiene lehrte. Zeitweise war er Rektor der PH. Die PH ging in der Erziehungswissenschaftlichen Hochschule Rheinland-Pfalz (seit 1990 Universität Koblenz-Landau) auf, an der er 1970 zum ordentlichen Professor ernannt wurde und er bis zu seiner Emeritierung am 31. März 1992 tätig war. Bis 1974 war er Dekan des Fachbereichs III der Hochschule. Zeitweise war er Vorsitzender des Gemeinsamen Ausschusses zur Durchführung von Promotionen der Universität Koblenz-Landau.
1963 wurde Preuß zum 1. Vorsitzenden der Ortsgruppe Kaiserslautern des  Naturschutzvereins Pollichia gewählt. Bereits 1964 ernannte ihn der zuständige Minister zum Landesbeauftragten für Naturschutz und Landschaftspflege in Rheinland-Pfalz. Nach Inkrafttreten des neuen Landespflegegesetzes im Jahre 1973, an dessen Zustandekommen Preuß wesentlich beteiligt war, wurde er zum Vorsitzenden des Beirates bei der Obersten Landespflegebehörde gewählt. 1971 wurde Preuß zum 1. Vorsitzenden der Pollichia gewählt, wo er bis zum Ende seiner Amtszeit 1998 mit seiner Neuausrichtung viele Erfolge erzielen konnte. Er leitete die Überführung des Pollichia-Museums, zunächst in der Amtsstraße in Bad Dürkheim und in das  heutige Pfalzmuseum für Naturkunde – Pollichia-Museum. Er konnte den Bezirksverband Pfalz sowie Stadt und Landkreis Bad Dürkheim als Träger gewinnen.

## Funktionen im Ehrenamt
- Landesbeauftragter für Naturschutz und Landschaftspflege für das Rheinland-Pfalz
- 1. Vorsitzender der Pollichia, Verein für Naturforschung und Landespflege
- Mitglied im Beirat für Naturschutz im Bundesministerium für Umwelt, Naturschutz und Reaktorsicherheit
- Mitglied der Fachkommission Wasser Rheinland-Pfalz im Ministerium für Umwelt und Forsten
- Mitglied im Landesjagdbeirat als Vertreter der Naturschutzverbände

## Ehrungen
- 1963 Außerordentliches Mitglied der wissenschaftlichen Akademie Pfälzische Gesellschaft zur Förderung der Wissenschaften
- 1965 Wappenteller des Landkreises Kaiserslautern wegen besonderer Verdienste um den Naturschutz
- 1965 Goldene Ehrennadel der Schutzgemeinschaft Deutscher Wald (SDW)
- 1969 Silberne Ehrennadel des Deutschen Bundes für Vogelschutz (DBV-NABU)
- 1972 Mitglied der Wissenschaftlichen Akademie Pfälzische Gesellschaft zur Förderung der Wissenschaften, Speyer
- 1973 Bundesverdienstkreuz am Bande
- 1980 Goldene Nisthöhle für besondere Verdienste um den Vogelschutz in der Pfalz
- 1980 Bundesverdienstkreuz 1. Klasse
- 1984 Verdienstplakette der Pollichia
- 1989 Silberne Ehrennadel der Pollichia
- 1991 Verdienstorden des Landes Rheinland-Pfalz
- 1994 Medienpreis des Bezirksverbandes Pfalz für die Herausgabe des landeskundlichen Werkes Die Landschaften der Pfalz in Wort und Bild
- 1998 Ehrenpräsident der Pollichia